# Abonyi Arany
Abonyi Arany, születési nevén Abonyi Aranka, férjezett Marton Sándorné (Budapest, Józsefváros, 1899. február 12. – Budapest, 1967. október 28.) festő, művészeti író, újságíró.

## Élete
Abonyi Salamon Ármin (1867–1945) kereskedő-segéd és Blum Fáni gyermekeként született zsidó családban. A budapesti Iparművészeti Főiskolán tanult. A Tanácsköztársaság idején a Vörös Újság szerkesztőségének tagja volt, ezért a proletárdiktatúra bukása után emigrált Magyarországról és Franciaországban telepedett le. 1929-től Párizsban különböző magyar, illetve francia nyelvű újságok munkatársa volt, s ő vezette a Párizsi Hírlap művészeti és irodalmi rovatát, mindeközben pedig művészettörténetet tanult, és festett. A második világháború kezdetén feltehetőleg még Párizsban tartózkodott, azonban 1944 elején már Budapesten tartott tárlatvezetéseket a Népszava korabeli cikkei alapján. A háború után a Képzőművészeti Főiskola tudományos osztályának munkatársaként működött, később pedig a Népszava szerkesztőségében dolgozott. Cikkei és tanulmányai a Művészetben, továbbá a Magyar Nemzetben is megjelentek.
Férje a Debrecenből származó Marton (Moskovits) Sándor (1895–1942) volt, akihez 1929. március 18-án Párizsban ment nőül. Férje 1942 októberében elesett a keleti fronton.
A Farkasréti temetőben nyugszik.

## Főbb művei
- M. Abonyi Arany: A szovjet szobrászat; Művelt Nép, Budapest, 1953 (Művészettörténeti kiskönyvtár)
- M. Abonyi Arany: A szovjet festőművészet; Művelt Nép, Budapest, 1953 (Művészettörténeti kiskönyvtár)

## Díjai, elismerései
- Szocialista Hazáért Érdemrend (1967)